# كول فورد
كول فورد (بالإنجليزية: Cole Ford)‏ هو لاعب كرة قدم أمريكية أمريكي، ولد في 31 ديسمبر 1972 في توسان في الولايات المتحدة.